# Modiolus (Gattung)

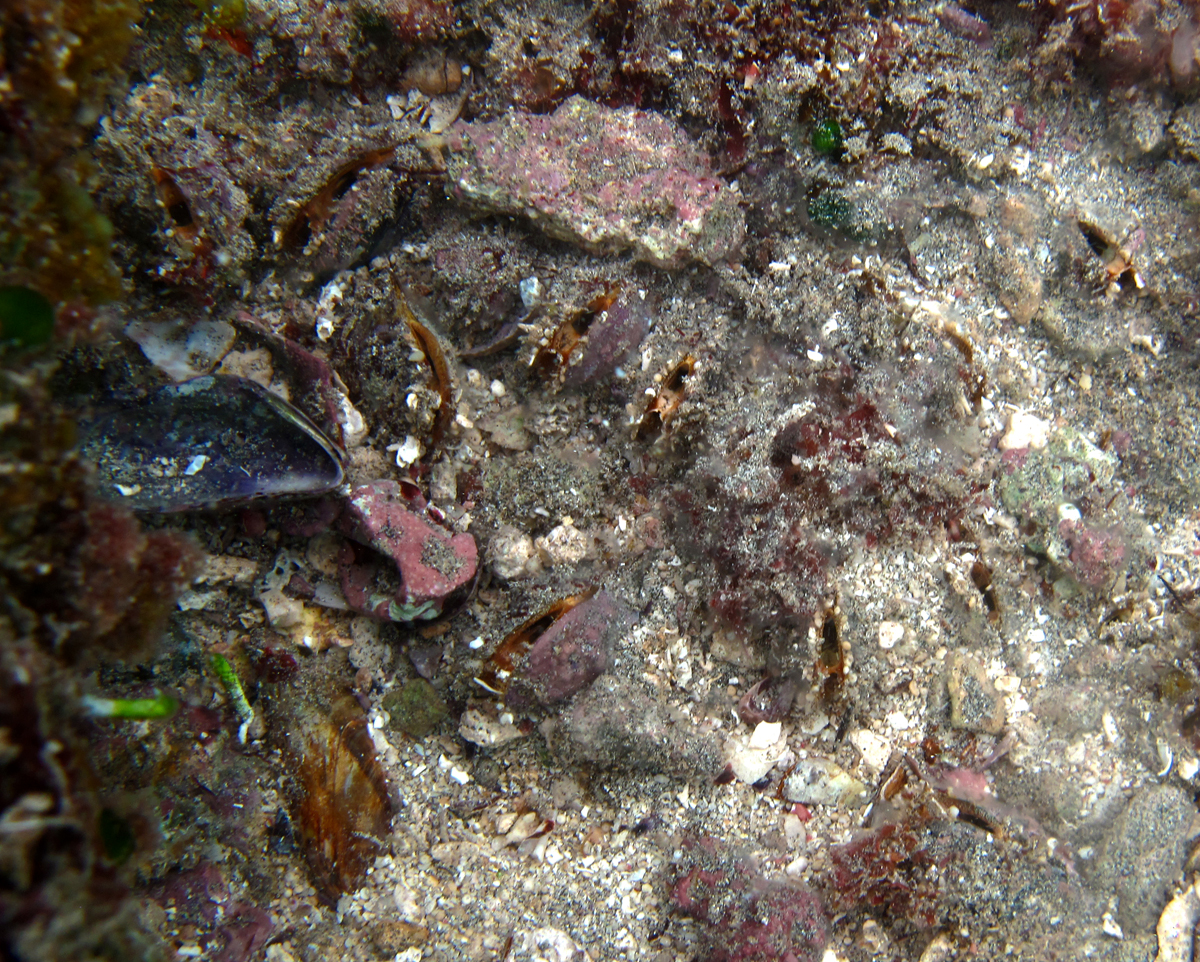
Eine Kolonie von Modiolus auriculatus, Réunion, Indischer Ozean

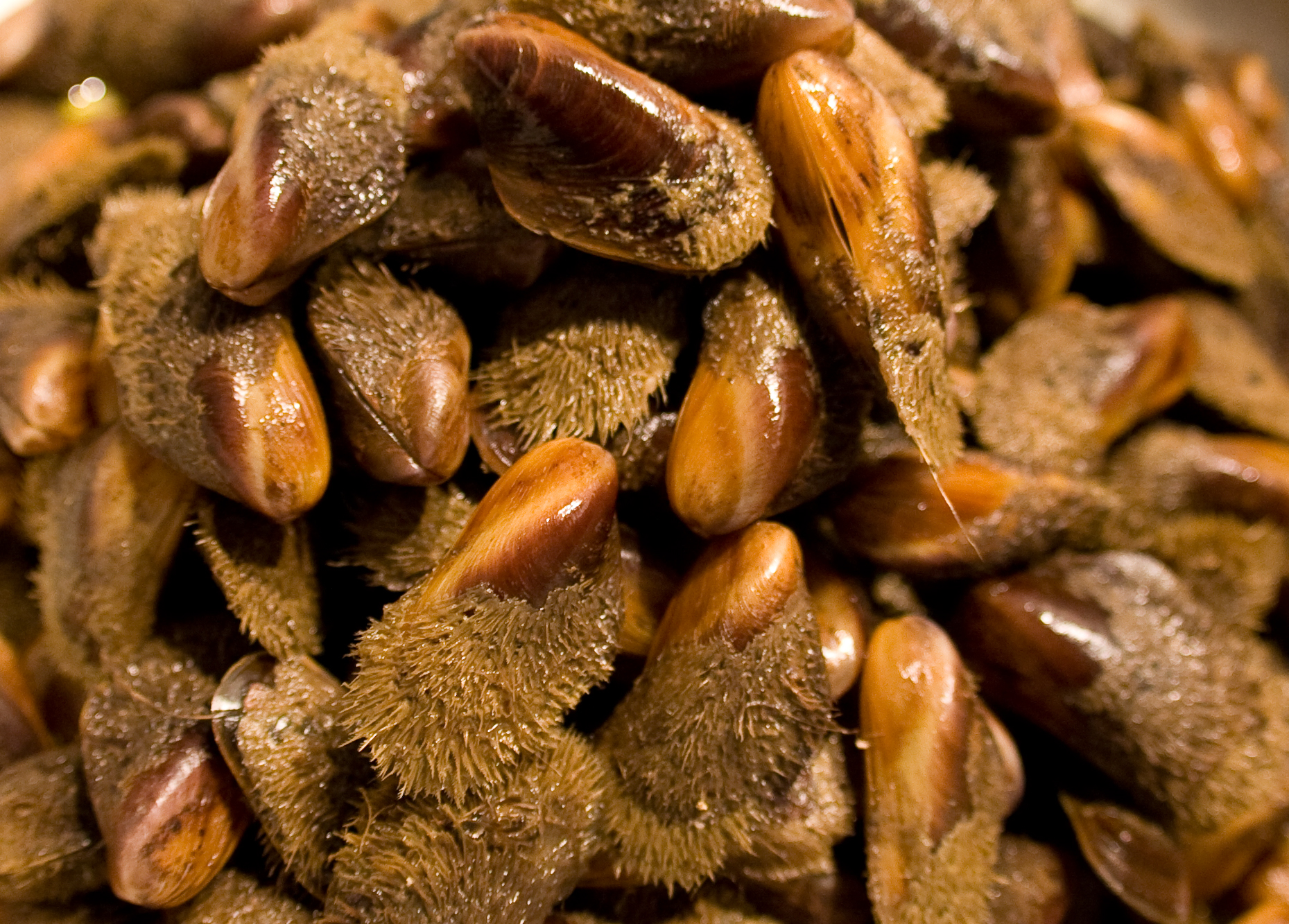
Bärtige Miesmuschel (Modiolus barbatus) mit bartförmigem Periostracum

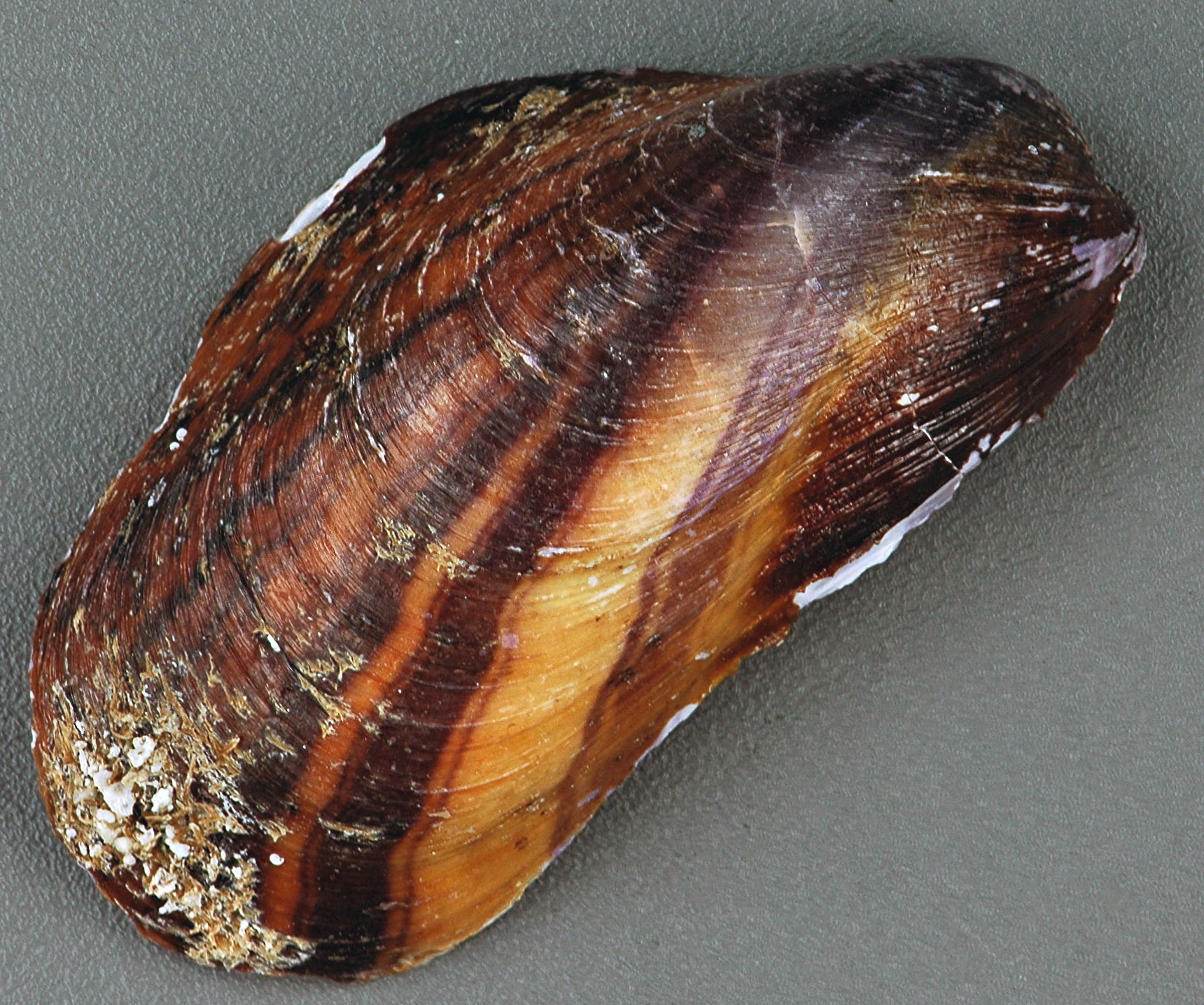
Modiolus americanus, San Salvador Island (Bahamas)

Modiolus ist eine Gattung der Muscheln (Bivalvia) aus der Familie der Miesmuscheln (Mytilidae).

## Merkmale
Die Arten der Gattung Modiolus besitzen gleichklappige, längliche Gehäuse mit einem gebogenen bzw. winkligen Dorsalrand und einem stumpfen Wirbel. Sie werden recht groß; das Gehäuse der Großen Miesmuschel wird bis 23 cm lang. Der Wirbel sitzt deutlich hinter dem gerundeten Vorderende. Das Ligament ist recht lang. Der vordere Schließmuskel sitzt weit vorne nahe am Vorderrand. Das Schloss ist zahnlos, der Schlossrand glatt. Die Schale besteht aus einer inneren, aragonitischen Lage (Perlmutt), einer mittleren, kalzitischen Lage bestehend aus prismatischen Strukturen und einer äußeren organischen Lage (Periostracum). Die Oberfläche der Schale ist meist nur mit Anwachsstreifen versehen; es gibt aber auch Arten mit groben Rippen. Das Periostracum ist haarig oder blättrig. Die Gehäuse sind mit Byssus an den Untergrund angeheftet.

## Geographische Verbreitung und Lebensraum
Die Gattung Modiolus ist weltweit verbreitet, von den Polarmeeren bis in die Tropen. Sie leben halb oder ganz eingegraben im Schlamm und Sand auf den Schelfen bis in etwa 200 m Wassertiefe. Lediglich der Mantelrand mit den zwei etwas geöffneten Klappen ragt über die Sedimentoberfläche.

## Taxonomie, Nomenklatur und Systematik
Das Taxon Modiolus wurde 1799 von Jean-Baptiste de Lamarck aufgestellt. Modiolus Lamarck, 1799 ist strikt genommen ein jüngeres Synonym von Volsella Scopoli, 1777. Durch Beschluss der Kommission für Zoologische Nomenklatur (Opinion 325) wurde die Gattung Modiolus aber auf die offizielle Liste gültiger Gattungsnamen gesetzt und Volsella Scopoli, 1777 für die Zwecke der Priorität unterdrückt (nicht aber für die Zwecke der Homonymie). Das Geschlecht von Modiolus ist maskulin, die Typusart ist Mya modiolus durch (sekundäre) absolute Tautonymie.
Der Ausdruck modiolus leitet sich von der Verkleinerungsform des lateinischen Begriffes modius her, womit ein Scheffel bezeichnet wird. Wörtlich übersetzt bedeutet modiolus also Scheffelchen.
Nach der Datenbank World Register of Marine Species werden der Gattung Modiolus (derzeit: 2015) folgende Arten zugeordnet:
- Modiolus americanus (Leach, 1815)
- Modiolus areolatus (Gould, 1850)
- Modiolus auriculatus (Krauss, 1848)
- Modiolus aurum Osorio Ruiz, 1979
- Bärtige Miesmuschel (Modiolus barbatus (Linnaeus, 1758))
- Modiolus capax Conrad, 1837
- Modiolus carpenteri Soot-Ryen, 1963
- Modiolus carvalhoi Klappenbach, 1966
- Modiolus cecillii (Philippi, 1847)
- Modiolus comptus (G. B. Sowerby III, 1915)
- Modiolus eiseni Strong & Hertlein, 1937
- Modiolus ficoides Macsotay & Campos, 2001
- Modiolus gallicus (Dautzenberg, 1895)
- Modiolus gubernaculum (Dunker, 1856)
- Modiolus kurilensis F. R. Bernard, 1983
- Modiolus lulat (Dautzenberg, 1891)
- Modiolus margaritaceus (Nomura & Hatai, 1940)
- Modiolus matris Pilsbry, 1921
- Große Miesmuschel (Modiolus modiolus (Linnaeus, 1758))
- Modiolus modulaides (Röding, 1798)
- Modiolus nicklesi Ockelmann, 1983
- Modiolus nipponicus (Oyama, 1950)
- Modiolus patagonicus (d’Orbigny, 1842)
- Modiolus penetectus (Verco, 1907)
- Modiolus peronianus Laseron, 1956
- Modiolus philippinarum (Hanley, 1843)
- Modiolus plumescens (Dunker, 1868)
- Modiolus rectus (Conrad, 1837)
- Modiolus rumphii (Philippi, 1847)
- Modiolus sacculifer (Berry, 1953)
- Modiolus squamosus Beauperthuy, 1967
- Modiolus stultorum (Jousseaume, 1893)
- Modiolus traillii (Reeve, 1857)
- ?Modiolus tulipa (Lamarck, 1836)[4] (wird vom World Register of Marine Species nicht als gültige Art anerkannt[3])
- Modiolus tumbezensis Pilsbry & Olsson, 1935
- Modiolus verdensis Cosel, 1995